# Cel shading
Cel shading, também conhecido como toon shading, é um conjunto de técnicas empregadas na renderização de imagens 3D de modo que o resultado final se assemelhe ao de desenhos em 2D.
A forma mais simples de se obter esse efeito é empregando contornos escuros nos objetos 3D, texturas simples e uma iluminação mais "chapada", isto é, menos realista e mais próxima da iluminação empregada em desenhos animados.

## Exemplos de uso da técnica

### Jogos
O primeiro jogo a utilizar este efeito foi o jogo Jet set radio, anunciado  pela Sega, para Dreamcast, em 1999, e lançado em 2000. 
A Sega resolveu usar a tecnologia em seu mascote Sonic com o jogo Sonic Shuffle, em 2000. Sonic foi o primeiro ícone dos vídeo games a usar a tecnologia denominada cel shading. Com o lançamento de The Legend of Zelda: The Wind Waker, vários jogos de diversas franquias também seguiram essa técnica, seja para aproximar o jogo das suas origens (desenhos animados, HQ), seja para criar um visual mais estilizado e uma "roupagem" mais jovem, entre eles:
- Borderlands

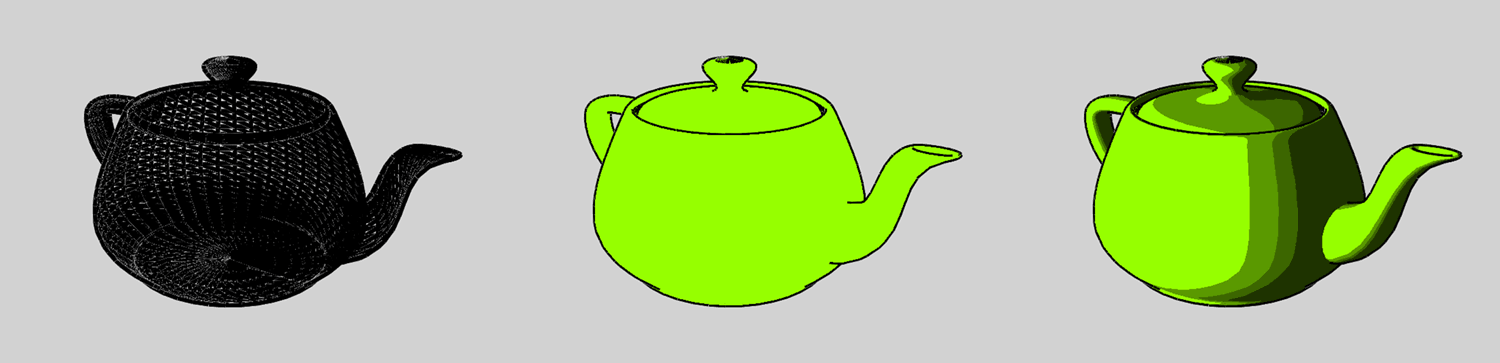
Exemplo de cel shading.

- Jet Set Radio e sua sequência Jet Set Radio Future
- Sonic Shuffle
- Samba de Amigo
- Fear Effect
- Auto Modellista
- Rogue Galaxy
- Dark Cloud 2
- Teenage Mutant Ninja Turtles 3- Mutant Nightmare
- The Legend of Zelda: The Wind Waker
- The Legend of Zelda: Phantom Hourglass
- The Legend of Zelda: Spirit Tracks
- The Legend of Zelda: Skyward Sword
- Okami
- XIII
- Sly Cooper
- Killer7
- Gungrave
- Dragon Ball Z: Budokai
- Dragon Ball Z: Budokai Tenkaichi
- Naruto: Narutimate Hero
- Grand Chase (Recentemente implantou esse modo)
- Prince of Persia (2008)
- Grand Theft Auto: Chinatown Wars
- Cutscenes de Mirror's Edge
- Golden Sun Dark Dawn (2010)
- Ultimate Spider-Man[3]
- The Legend of Zelda: Breath of the Wild

### TV e cinema

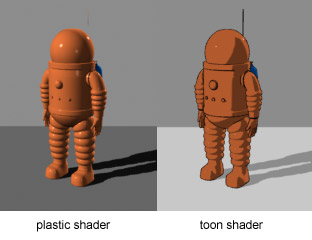
Comparação de renderizações.

Vale lembrar que esse recurso não é usado apenas nos vídeo games. O cinema e a TV também a empregam com muita freqüência. Filmes como Appleseed e O Gigante de Ferro, são exemplos de utilização dessas técnicas. O robô do Gigante de Ferro não foi desenhado nem uma vez à mão (tirando os estudos para criação, é claro). Todas as vezes em que ele aparece, o desenho é feito pelo computador, "imitando" um desenho feito a mão.
Em outras produções, acontece de elementos mais  distantes ou menos importantes na cena serem feitos dessa forma.
A quarta temporada do anime Initial D tem as suas cenas de corrida feitas totalmente em cel shading, desde os cenários e backgrounds até o design dos carros. Há uma integração bem harmônica entre os personagens desenhados à mão e os carros desenhados no computador. Outras animações japonesas também usam cel shading com frequência para fazer naves e robôs.
Seriados como Futurama e Clone Wars têm todas as naves desenhadas com essa técnica, e elas aparecem junto com personagens que ainda são desenhados à mão. Em princípio, o objetivo nesses casos seria ter uma integração entre o que foi feito a mão e o que foi feito no computador.
Mas esse truque nem sempre funciona, pois a maioria os produtores não resistem e colocam sempre a animação das naves (3D) de modo muito fluido e suave (já que, para um computador, é muito fácil fazer isso), em oposição à animação dos personagens (à mão), que é sempre limitada (o custo e o prazo de uma animação fluida e suave, feita à mão, é sempre muito elevado).